# Saloá
Saloá là một đô thị thuộc bang Pernambuco, Brasil. Đô thị này có diện tích 252 km², dân số năm 2007 là 15027 người, mật độ 60 người/km².